# Jean-Pierre Monciaux
Jean-Pierre Monciaux, né le 7 octobre 1962 à Vichy et mort le 11 décembre 2023 à Clermont-Ferrand, est un entraîneur d'athlétisme français officiant principalement en course de fond et de demi-fond.
Il a couru toute sa carrière sous les couleurs de l'AS Montferrand et a obtenu plusieurs sélections en équipe de France de marathon et semi-marathon après avoir repris son entraînement à son compte.
Il commençait parallèlement à entraîner d'autres athlètes en suivant les concepts qui lui ont valu d'optimiser son potentiel et d'obtenir une excellente 19e place au Championnat du monde de Séville 1999 dans des conditions climatiques extrêmes.

## Carrière et palmarès
- 5 sélections en équipe de France
- 1997 : 2e Français au Championnat du monde de marathon
- 1997 : 3e Français au Championnat du monde de semi-marathon
- 1998 : 3e Français au Championnat du monde de marathon
- 1999 : 1er Français (19e) au Championnat du monde de marathon
- 2001 : médaille de bronze aux Jeux de la Francophonie sur marathon
- 10 fois champion d’Auvergne de cross-country (Seniors)
- 3 fois champion inter-régional de cross
- 4e performance française sur semi-marathon en 1999
- 2e performance française sur marathon en 1999
- 1er Français au marathon de Londres en 1997 (13e)
- 1er Français au marathon de Paris en 1998 (14e)[3]
- 1er Français au semi-marathon de Paris en 1999 (10e)
- 2e Français au marathon de Paris en 1999 (14e)
- Champion de France Vétérans sur marathon et cross en 2002

## Entraînement
Jean-Pierre Monciaux supervise à partir de 2005 l'entraînement dans le club Limagne Athlete Endurance où il peut concilier sa vision du sport, de l'entraînement et de la vie sociale et associative. En 2003, il intègre le Clermont Foot Auvergne et participe à la préparation physique des jeunes, des gardiens et de l'équipe de CFA. Il entraîne également à compter de 2005 les coureurs de fond David Ramard et Elena Fétizon, faisant partie de l'équipe de France de Marathon.

## Concept et vision de l'entraînement
Ces remarquables performances sur marathon et semi-marathon au vu de sa vitesse de base moins intéressante que celle de coureurs qu'il a pu devancer[réf. nécessaire] sont dues à l'intégration systématique dans ces entraînements d'un travail de maintien et de développement de la VMA et du travail de toutes les intensités de course et, concept peu courant, de l'utilisation lors des sorties longues de vitesses de récupération supérieures à 65 % de la VO2max après des phases de changement de rythme.[réf. nécessaire]